# Bataille de Bloody Run
Rébellion de Pontiac
La bataille de Bloody Run eut lieu le 31 juillet 1763, pendant la rébellion de Pontiac. Afin de briser le siège de Fort Détroit initié par Pontiac, environ 250 soldats britanniques ont tenté de mener une attaque surprise sur le campement de Pontiac.
Pontiac était prêt et attendait, probablement alerté par des colons français, et a défait les Britanniques à Parent's Creek, 3 km à l'est du fort. Cependant, il n'est pas parvenu à anéantir la totalité de cette force britannique, ce qui aurait considérablement démoralisé les Britanniques et dissuadé d'autres tentatives britanniques pour rompre le siège amérindien de Fort Détroit. Le ruisseau serait devenu rouge avec le sang des 20 morts et des 34 soldats britanniques blessés et fut désormais connu sous le nom de Bloody Run. Le commandant de l'attaque, le capitaine James Dalyell, fait partie des tués. Après avoir appris la mort de Dalyell, le général Jeffery Amherst offrit une prime de 200 £ à quiconque pourrait tuer Pontiac.